# Joseph Ducreux
Joseph Ducreux (26. juni 1735 - 24. juli 1802) var en fransk portræt-, pastel- og miniaturemaler samt kobberstikmager. Han var en betydende portrætør ved Ludvig XVI.'s hof, og han evnede at opretholde karrieren efter Den Franske Revolution.
Hans uformelle portrætter viser en interesse for at arbejde videre med ansigtsudtryk end dem som kendes fra officielle portrætbilleder fra den tid.
- Wikimedia Commons har flere filer relateret til Joseph Ducreux